# Патриот Украины
«Патрио́т Украи́ны» (укр. Патріот України) — украинская неонацистская и расистская военизированная организация, зарегистрирована в Харькове в 2006 году, в 2014 прекратила существование. Лидер организации — Андрей Билецкий. Выполнял функции силового крыла политического движения «Социал-национальная ассамблея» Украины (партийный лидер — Андрей Билецкий).

## 1999—2004
В конце 1999 года руководство Социал-национальной партии Украины (ныне Всеукраинское объединение «Свобода») сформировало молодёжное крыло партии, которое было создано в виде военизированной структуры орденского типа, — Общество содействия ВС и ВМФ Украины (укр. Товариство сприяння ЗС та ВМФУ). Предшественником «Патриота Украины» были «Отряды СНПУ», которые Министерство юстиции Украины регистрировать отказалось. «Патриот Украины» возглавил член Комитета уполномоченных СНПУ — Андрей Парубий.
12 декабря 1999 года состоялся I съезд «Патриота Украины». Вечером того же дня по улицам Львова факельным шествием прошли около тысячи членов новой общественной организации.
В феврале 2004 года, после IX съезда СНПУ, руководство партии объявило о роспуске «Патриота Украины». Отделения «Патриота Украины» остались в Житомире, где местная ячейка переформатировалась в общественную организацию «Гайдамаки», и в Харькове, где отделение без официальной регистрации, не насчитывавшее и десятка человек, отказалось выполнять решение о роспуске.

## 2005—2014

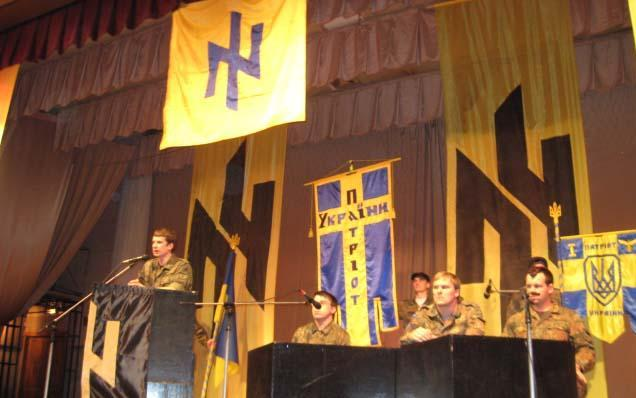
Андрей Билецкий выступает на ІІ Всеукраинском съезде организации «Патриот Украины», Харьков, 12 апреля 2008 г.

17 января 2006 года Андрей Билецкий официально зарегистрировал «Патриот Украины» в Харьковском областном управлении юстиции как новую самостоятельную общественную организацию. Первыми её членами стали члены харьковских отделений СНПУ, «УНА-УНСО» и «Тризуба».
9 марта члены организации провели акцию у памятника Шевченко в Харькове в знак протеста против придания русскому языку статуса второго официального в городе. Акция закончилась столкновением с милицией. В сентябре «Патриот Украины» представил свой первый программный документ — «Право Нации». 18 ноября 2006 года в Харькове прошёл І Всеукраинский съезд организации, где было объявлено о создании киевской городской организации «Патриот Украины».
12 апреля 2008 года прошёл ІІ Всеукраинский съезд организации. Тогда же в помещении Харьковской областной организации Всеукраинского общества «Просвита» им. Т. Г. Шевченко по инициативе организации прошла идеологическая конференция «Украинские новые правые» с участием представителей общественной организации «Украинская Альтернатива» (г. Чернигов), старшин казацких общин Крыма и уполномоченных Украинской национал-трудовой партии (Киев и Харьков), где обсуждалось состояние и перспективы правого движения на Украине и в мире. По результатам конференции участники договорились совместно осуществлять свою общественно-политическую деятельность.
В октябре 2008 года произошёл разрыв так называемых украинских «новых правых» со «старыми»: чествование бойцов УПА «старые» и «новые» впервые проводили отдельно друг от друга. 18 октября в Киеве во время шествия «новых правых» произошло массовое столкновение с милицией, в результате которого было задержано 147 украинских «новых правых», 22 сотрудника правоохранительных органов были госпитализированы с различными повреждениями, против 8 участников шествия были возбуждены уголовные дела, многие получили от 1 до 10 суток административного ареста за сопротивление работникам правоохранительных органов. Руководители 8 «старых» националистических организаций (ОУН (м), КУН, МНК, «Тризуб», Центр национального возрождения им. С. Бандеры, УНА-УНСО, «Украинская партия», «Украинское дело») осудили действия участников шествия. 8 ноября в Киеве на встрече руководителей украинских «новых правых» было принято решение об объединении на базе социал-национальной идеологии. Была создана «Социал-Национальная Ассамблея» (СНА), в которую вошли «Патриот Украины», «РіД», «Украинская Альтернатива» и «СіЧ». Союзнические отношения с СНА установили УНТП, Свято-Андреевский казацкий курень и «Трезвый Киев». Лидером нового политического движения «Социал-Национальная Ассамблея» стал Андрей Билецкий.
В 2013 году Андрей Билецкий, Виталий Княжицкий и Игорь Михайленко предстали перед судом в Харькове по обвинению в покушении на убийство журналиста Сергея Колесника, а Олег Однороженко был обвинен в организации избиения членами «ПУ» отца и сына Калентьевых и журналиста Алексея Корнева.
11 января 2014 года три члена Васильковского отделения «Патриота Украины», задержанных СБУ в августе 2011 года, были приговорены к шестилетнему заключению по обвинению в терроризме и попытке взрыва самодельной бомбы на праздновании Дня независимости Украины. С приходом оппозиции к власти в феврале 2014 года осуждённые были амнистированы и освобождены.

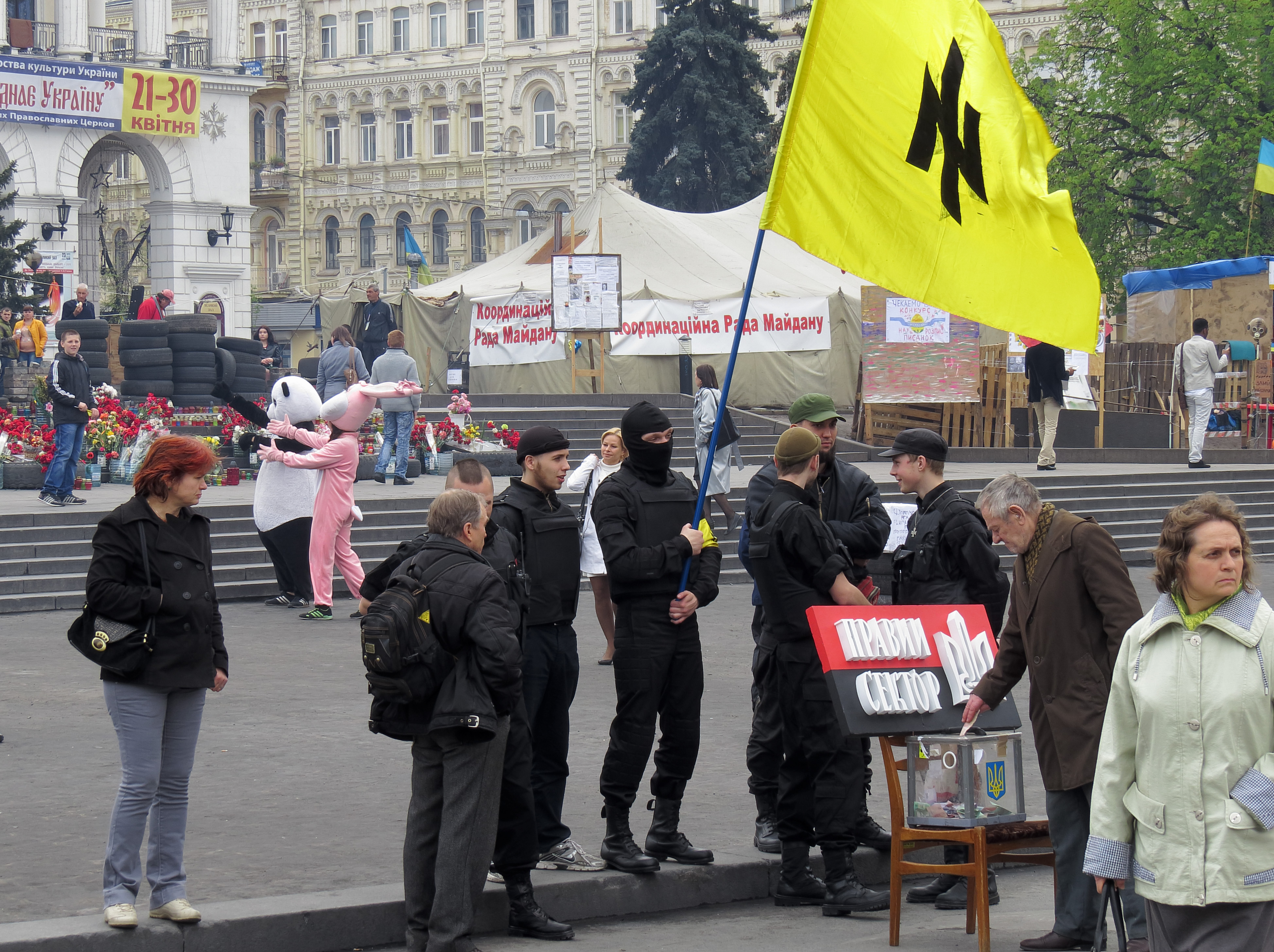
Активисты «ПУ» вошли в «Правый сектор»

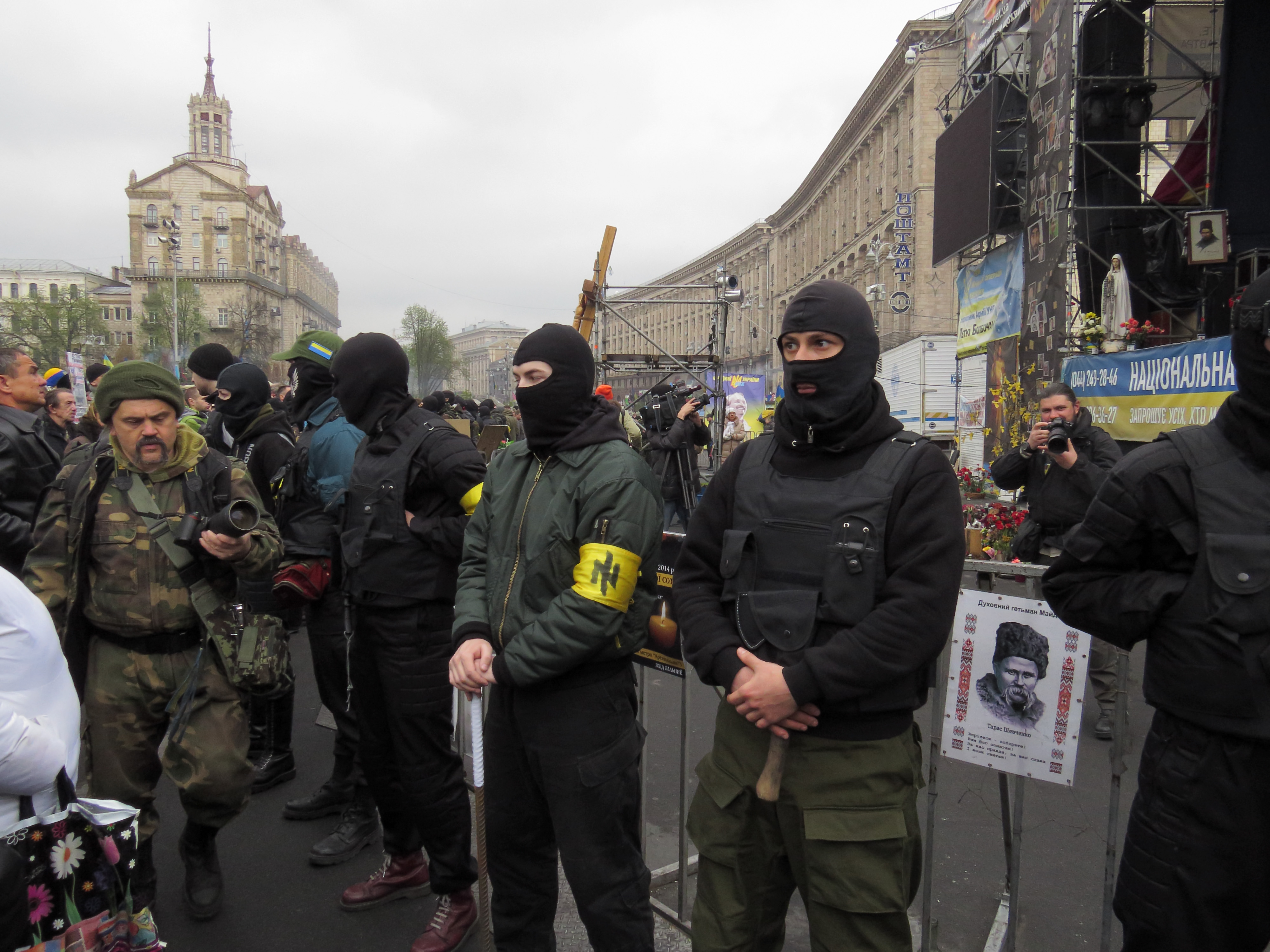
Активисты «ПУ» в оцеплении сцены Евромайдана

В ноябре 2013 года в ходе начавшихся массовых протестов в Киеве («Евромайдан») активисты организации «Патриот Украины» вошли в праворадикальную группу «Правый сектор». Олег Однороженко, главный идеолог «Патриота Украины», вошёл в состав политсовета группы.
11 марта 2014 года Верховный Совет Автономной Республики Крым запретил на территории республики деятельность «Правого сектора» и входящих в него националистических отделений (включая «Патриот Украины»), а также ВО «Свобода». По мнению Верховного Совета, их деятельность угрожает жизни и безопасности жителей Крыма.
В ночь с 14 на 15 марта 2014 года в Харькове активисты организации «Патриот Украины» открыли огонь по вооружённым пророссийским митингующим, которые пытались штурмовать офис «Просвиты», из здания на Рымарской, 18, где в то время были размещены офис «Просвиты», «Патриота Украины» и штаб организации «Правый сектор-Восток». В результате стрельбы, по предварительной информации, двое пророссийских митингующих погибли и пятеро были ранены. На место событий прибыл городской голова Харькова Геннадий Кернес (находившийся в тот период под домашним арестом), который провёл переговоры с Андреем Билецким — лидером движения «Патриот Украины» и восточного «Правого сектора» (на эту должность Белецкого после освобождения из СИЗО назначил Дмитрий Ярош). В результате переговоров прокурора Харькова Евгения Поповича и городского головы Геннадия Кернеса с националистами, последние сложили оружие, сдались и были увезены в неизвестном направлении.
22 марта 2014 года прошёл съезд движения «Правый сектор», на котором было объявлено о создании одноимённой политической партии на юридической и кадровой базе партии «Украинская национальная ассамблея» (УНА), которая была переименована в партию Правый сектор. В состав этой партии вошла организация «Патриот Украины».
Весной 2014 года руководство «Патриота Украины» поддержало предложение народного депутата Украины Олега Ляшко сформировать подразделение для охраны общественного порядка в Приазовье в связи с протестами на юго-востоке Украины. Новое добровольческое подразделение получило наименование — «Батальон Азов». На базе «Азова» из активистов «Патриота Украины» и «Социал-Национальной Ассамблеи» была сформирована спецрота «Азов», которая 5 мая 2014 года официально стала новым спецподразделением МВД после того, как бойцы роты подписали контракты с МВД Украины. Командиром роты стал руководитель Васильковского «Патриота Украины» и «Правого сектора» Владимир Шпара. Добровольческим батальоном «Азов» командует Андрей Билецкий. Заместителем командира батальона по воспитательной работе служит идеологический референт «Патриота Украины» и «Социал-Национальной Ассамблеи» Олег Однороженко; заместителем командира батальона по связям с общественностью является руководитель пресс-службы «Социал-Национальной Ассамблеи» Игорь Мосийчук. Руководитель Киевской организации «Социал-Национальной Ассамблеи» Игорь Криворучко и многие другие члены СНА и «Патриота Украины» присоединились к батальону.
В октябре 2014 года на внеочередных выборах в Верховную Раду Андрей Билецкий был избран депутатом в одном из киевских избирательных округов. Ещё один член организации «Патриот Украины» Вадим Троян, дослужившийся до заместителя командира батальона «Азов», был назначен Арсеном Аваковым в октябре 2014 года на должность начальника УВД Киевской области. По мнению Антона Шеховцова, это связано главным образом с тем, что в конце 2000-х, когда оба проживали в Харькове, «Патриот Украины» помогал бизнес-партнеру Авакова Андрею Лифанскому в проведении рейдерских захватов киосков (чем занимался лично Троян), Блоку Юлии Тимошенко, который в Харькове представлял будущий министр, — в организации акций протеста против городской власти, самому же Авакову — в кампании перед выборами городского головы в 2010 году.
Как отмечал в декабре 2014 года Андрей Билецкий: «Мы с самого начала принимали участие в [евро]Майдане, а потом наша организация фактически прекратила своё существование, „растворилась“ — в первую очередь, в [батальоне] „Азове“. Но и в некоторых других батальонах „патриоты“ составляют костяк. Фактически „Патриот Украины“ прекратил свою деятельность».
Весной 2015 года ветераны полка «Азов» официально реформировали «Патриот Украины» в Гражданский Корпус «Азов».

## Программа
Мы всегда были противниками русского мира
Организация выступает за общество, построенное на принципах Украинского национального величия и социальной справедливости.
- Создание политического, общественного и хозяйственного уклада Украины на принципах нациократии — национальной солидарности, антипартийности, авторитаризма, качественной общественной иерархии, дисциплины, общественного контроля, самоорганизации, самоуправления. Существование политических партий, групп, организаций и идеологических групп должно быть запрещено.
- Демонтаж экономической системы капитализма, ликвидация всех институтов и форм политической демократии, национализация экономики.
- Главными источниками инноваций выступают военно-промышленный комплекс, малое предпринимательство и научно-исследовательские институты.
- Великодержавный статус Украины, неучастие Украины в каких-либо блоках и надгосударственных структурах, кроме тех, которые инициированы Украиной и в которых она играет ведущую роль. Создание под эгидой Киева Центрально-Европейской Конфедерации (блока стран, расположенных в геополитическом треугольнике Балтика — Балканы — Кавказ), конечной целью украинской внешней политики является признание Украины лидирующим государством.
- Ядерный статус Украины, запрет коммерческих и частных средств массовой информации как посредников распространения ангажированной, необъективной и манипулятивной информации[19].

Основными врагами украинского народа, с точки зрения организации, являются приезжие из стран Азии и Африки. «Миграция …подтачивает биологические, экономические и цивилизационные основы существования нашего народа. …Наше кредо — уничтожать всё, что уничтожает наш народ. Как известно, восстановить можно всё: экономику, порядок на улицах, демографию, сильную армию и флот, ядерное оружие, но единственное, что невозможно восстановить, — чистоту крови».
Расистские идеи последовательно излагаются в программе «Патриота Украины». В частности Олег Однороженко, идеолог организации, заявлял следующее: 
Ограничению и контролю будут подвергнуты все инородные этно-расовые группы, с их последующей депортацией на исторические родины. Исходя из того, что мы, Украинские социал-националисты, рассматриваем так называемые «человеческие расы» как отдельные биологические виды, а человеком разумным (Homo Sapiens), в биологическом смысле, считаем только Белую Европейскую (без включения в это понятие так называемых «южных европеоидов»: средиземноморская, кавказская, памиро-ферганская и др. расы в биологическом отношении также являются отличным от нас биологическим видом), считаем своей прямой обязанностью исключить любые межрасовые (межвидовые) контакты, приводящие к межрасовому (межвидовому) смешению и, в конечном счете, — к вымиранию Белого Человека.

## Критика
Евгений Захаров, один из руководителей Харьковской правозащитной группы, в сентябре 2008 года в своём обращении к Центральному правлению Всеукраинского общества «Просвита» указывал: «По сведениям правоохранительных структур и правозащитных организаций, существуют очень тесные связи между военизированной праворадикальной организацией „Патриот Украины“ и неонацистами, прежде всего на Харьковщине и в Киеве, связи „патриотов“ с русскими неофашистами (в частности, с „Русским православным национал-социалистическим движением“)». Правозащитник также обвинил организацию «Патриот Украины» в антисемитизме, расизме, неофашизме, распространении идей ксенофобии, национал-социализма и неонацизма.
Активисты организации неоднократно нападали на людей с «неславянской» внешностью на улицах. Члены организации были замечены в применении насилия по идеологическим мотивам к представителям этнических и сексуальных меньшинств и политическим оппонентам.
Журналист Reuters Габриэла Бачинска отмечает, что «Патриот Украины» выступает с призывами о превосходстве белых, расовой гигиене, необходимости авторитарной власти и централизованной экономики.

## Символика
«Патриот Украины» в основном использовал символ «Идея Нации» в качевстве своего основного символа.

На маршах «Патриот Украины» также использовал «Организационную Символику» — "Рунический Тризубец" в двух вариантах и «Руническую монограмму» из букв «П» и «У».

«Идея Нации»
Альтернативный «Рунический Тризубец»
«Рунический Тризубец»
«Руническая Монограмма»